# 细叶真藓
细叶真藓（学名：Bryum capillare）为真藓科真藓属下的一个种。

## 扩展阅读
- 維基物種上的相關：细叶真藓